# Sofia (Schiff, 1882)
Die Sofia (bulg.: София) war ein 1882 gebautes Fracht- und Passagierschiff, das die bulgarische Reederei Societé Commerciale Bulgare de Navigation à Vapeur von 1906 bis 1932 nutzte. Von 1883 bis 1894 führte sie als Devonia die britische, anschließend bis 1905 als Panormos die osmanische Flagge. Nach dem Verkauf 1932 war sie die türkische Ercumentnur, ab 1934 die griechische Agios Nicolaos und 1954 verschwand sie aus den Registern.

## Bau und technische Daten
Das Schiff wurde als Fracht- und Passagierschiff auf der Werft Murdoch & Murray in Port Glasgow mit der Baunummer 64 gebaut und lief am 23. November 1882 vom Stapel. Die Fertigstellung und Ablieferung fand im Januar 1883 statt. Das Schiff war 42,78 Meter lang, 6,61 Meter breit und hatte einen Tiefgang von 3,08 Metern. Es war mit 255 BRT bzw. 138 NRT vermessen. Eine zweizylindrige Dreifach-Expansions-Dampfmaschine von Dunsmuir & Jackson aus Govan erzeugte 80 PS und ermöglichte über eine Schraube eine Geschwindigkeit von 9,0 Knoten. Das Schiff bot Unterkünfte für acht Passagiere der Ersten Klasse, acht der Zweiten Klasse und 80 der Dritten Klasse. Die Besatzung bestand aus 15 Offizieren und Mannschaften.

## Geschichte

### BritischeDevoniaund osmanisch-griechischePanormos
Ursprünglich hatte die britische Reederei London & South West Coast Steam Ship Co. den Neubau bestellt und das Schiff hatte beim Stapellauf den Namen Devonia erhalten. Am 16. Januar 1883 erfolgte die Registrierung, Heimathafen wurde London. 1894 verkaufte die Reederei das Schiff, neuer Eigentümer wurde die Reederei von Panos Michael Courtgi, die Société à Vapeur Egée (Aegean Steamship Company). Der Dampfer trug nun den Namen Panormos. Der Grieche P.M. Courtgi hatte seine Reederei in Konstantinopel angesiedelt und gehörte zu jener Schicht griechischer Reeder und Seefahrer, die zu dieser Zeit den Seeverkehr im östlichen Mittelmeer und dem Schwarzen Meer dominierten. Seine Reederei zählte zu den größten in Istanbul und deckte zahlreiche Verbindungen im Mittelmeer wie im Schwarzen Meer ab. Die Reederei setzte die Panormos auf der Linie Konstantinopel, Thessaloniki und Volos ein, befuhr aber auch Routen in die Ägäis und nach Kreta, die bis Mersin an der türkischen Mittelmeerküste verlängert wurde.

### BulgarischeSofia
In den Quellen klafft eine Lücke zwischen dem Verkauf der Panormos am 9. November 1904, der Ankunft am 13. November 1904 in Warna, der Registrierung als Sofia am 1. März 1905 und der letztendlich staatlichen Zulassung, die bulgarische Flagge zu hissen, am 26. April 1906. Alle Daten tauchen mehr oder weniger synonym in der Literatur auf und sind die Langsamkeit der Bürokratie zurückzuführen. Die neue Eigentümerin, die Reederei Societé Commerciale Bulgare de Navigation à Vapeur registrierte sie wie alle ihre Schiffe in Warna. Sie gehörte mit der Varna und der Kyril zur ersten Erweiterung ihrer Flotte nach der Erstausstattung von 1894. Die Sofia war das kleinste Schiff ihrer Flotte. Mit Ausnahme der Kriege setzte die Reederei das Schiff hauptsächlich für Transporte an der bulgarischen Schwarzmeerküste ein.
Während des Ersten Balkankrieges 1912 verblieb die Sofia aufgrund der Blockade der türkischen Marine zunächst im Hafen von Burgas. Dort wurde sie der bulgarischen Marine unterstellt und transportierte Soldaten und Nachschubgüter zwischen Burgas, Sosopol und Nessebar. Im Ersten Weltkrieg wurde die Sofia als einziges Schiff der Reederei zunächst nicht von der Marine übernommen. Sie führte weiterhin Transporte an der Küste fort und wurde ab 1916 mit der Kyril für Nahrungsmitteltransporte zwischen Baltschik, Kawarna und Warna herangezogen. 1917 bemühte sich der Stabschef der deutschen Garnison in Warna um den Kauf des Dampfers, doch untersagte die Regierung den Verkauf bulgarischer Schiffe bis Kriegsende. Bis zum Ende des Krieges war die kleine Sofia das Schiff, das die meisten Nachschubtransporte durchgeführt hatte. Nach dem Krieg nahm sie den zivilen Verkehr entlang der bulgarischen Küste wieder auf und wurde 1926 aus dem Dienst genommen. Ihre Aufgaben übernahm die Kyril, bis auch sie durch das neue Schiff Evdokia ersetzt wurde. 1930 oder 1932 verkaufte die Reederei den Dampfer.

### TürkischeErcumentnurund griechischeAgios Nicolaos
Nach dem Verkauf der Sofia durch die Societé Commerciale Bulgare de Navigation à Vapeur liegen nur noch wenige Eckdaten zum Schiff vor: 1932 (nach anderen Angaben 1930) kaufte der türkische Geschäftsmann Yelkenci Zade Salih Zeki Vapurlari aus Istanbul den Dampfer und gab ihm den Namen Ercumentnur. Bereits 1934 verkaufte er das Schiff wieder. Neuer Besitzer wurde V. Tsanopoulos, das Schiff erhielt den Namen Agios Nicolaos und fuhr erstmals unter griechischer Flagge. Selbst aus der Zeit des Zweiten Weltkrieges fehlen Informationen – der Dampfer wird nicht unter den griechischen Schiffsverlusten des Krieges geführt. Bis 1954 soll die Agios Nicolaos noch im Lloyd’s Register aufgeführt worden sein, anschließend nicht mehr. Der Verbleib des Schiffes ist unklar.